# Cotesia rubripes
Cotesia rubripes är en stekelart som först beskrevs av Alexander Henry Haliday 1834.  Cotesia rubripes ingår i släktet Cotesia och familjen bracksteklar. Inga underarter finns listade i Catalogue of Life.